# رالف ماكدونالد
رالف ماكدونالد (بالإنجليزية: Ralph MacDonald)‏ هو كاتب أغاني أمريكي، ولد في 15 مارس 1944 في نيويورك في الولايات المتحدة، وتوفي في 18 ديسمبر 2011 في ستامفورد في الولايات المتحدة بسبب سرطان الرئة.

## وصلات خارجية
- رالف ماكدونالد على موقع IMDb (الإنجليزية)
- رالف ماكدونالد على موقع ميوزك برينز (الإنجليزية)
- رالف ماكدونالد على موقع أول ميوزيك (الإنجليزية)
- رالف ماكدونالد على موقع ديسكوغز (الإنجليزية)
- رالف ماكدونالد على موقع قاعدة بيانات الفيلم (الإنجليزية)